# Wayne Knight
Wayne Eliot Knight (New York, 7 agosto 1955) è un attore statunitense.
È noto anche come doppiatore di film d'animazione e come caratterista in serie televisive.

## Biografia
Wayne Knight è nato il 7 agosto 1955 a New York, ma è cresciuto e vissuto a Cartersville, frequentando poi l'Università della Georgia. Nonostante fosse stato proclamato studente d'onore, ha lasciato l'università per recitare al Barter Theatre a Abingdon, Virginia. Una volta diventato attore professionista, Knight si è trasferito a New York, dove ha fatto il suo debutto a Broadway. Da allora si è imposto sulla scena come attore caratterista in televisione, al cinema e sul palco, e come doppiatore (con una voce particolarmente stridula) in cartoni animati. 
Da attore ha raggiunto l'apice della sua fama interpretando il ruolo del postino Newman nella serie televisiva Seinfeld (nel primo episodio fu doppiato dal produttore televisivo Larry David). Ha recitato poi nel film cult Basic Instinct, interpretando il detective John Correlli, e in Jurassic Park, nel ruolo di Dennis Nedry. Nel 1996 ha recitato la parte del factotum Stan Podolack nel film Space Jam, al fianco di Michael Jordan.

## Vita privata
Nel 1996 ha sposato la truccatrice Paula Sutor, dalla quale ha poi divorziato nel 2003.
Nel 2006 ha sposato la montatrice Clare De Chenu, da cui ha avuto un figlio, Liam (2010).

## Filmografia parziale

### Attore

#### Cinema
- The Wanderers - I nuovi guerrieri (The Wanderers), regia di Philip Kaufman - non accreditato (1979)
- Dirty Dancing - Balli proibiti (Dirty Dancing), regia di Emile Ardolino (1987)
- Nato il quattro luglio (Born on the Fourth of July), regia di Oliver Stone (1989)
- L'altro delitto (Dead Again), regia di Kenneth Branagh (1991)
- JFK - Un caso ancora aperto (JFK), regia di Oliver Stone (1991)
- Basic Instinct, regia di Paul Verhoeven (1992)
- Jurassic Park, regia di Steven Spielberg (1993)
- Da morire (To Die For), regia di Gus Van Sant (1995)
- Space Jam, regia di Joe Pytka (1996)
- In ricchezza e in povertà (For Richer or Poorer), regia di Brian Spycer (1997)
- Rat Race, regia di Jerry Zucker (2001)
- Una scatenata dozzina (Cheaper by the Dozen), regia di Shawn Levy (2003)
- Punisher - Zona di guerra (Punisher: War Zone), regia di Lexi Alexander (2008)
- She Wants Me, regia di Rob Margolies (2011)
- Excuse Me for Living, regia di Ric Klass (2011)
- Ave, Cesare! (Hail, Ceasar!), regia di Joel ed Ethan Coen (2016)
- Una squadra di 12 orfani (12 Mighty Orphans), regia di Ty Roberts (2021)
- Darby Harper - Consulenza fantasmi (Darby and the Dead), regia di Silas Howard (2022)
- Five Nights at Freddy's 2, regia di Emma Tammi (2025)

#### Televisione
- La signora in giallo (Murder, She Wrote) – serie TV, episodio 6x10 (1989)
- Libertà di reato (Bone N Weasel), regia di Lewis Teague – film TV (1992)
- Fallen Angels – serie TV, 1 episodio (1993)
- The Second Half – serie TV, 15 episodi (1993-1994)
- Seinfeld – serie TV, 45 episodi (1992-1998)
- Una famiglia del terzo tipo (3rd Rock from the Sun) – serie TV, 100 episodi (1996-2001)
- That '70s Show – serie TV, 1 episodio (2001)
- CSI: NY – serie TV, 1 episodio (2006)
- Nip/Tuck – serie TV, 1 episodio (2009)
- CSI - Scena del crimine (CSI: Crime Scene Investigation) – serie TV, 1 episodio (2009)
- Bones – serie TV, 1 episodio (2010)
- Hot in Cleveland – serie TV, 5 episodi (2010-2011)
- Torchwood: Miracle Day – serie TV, 3 episodi (2011)
- The Exes – serie TV, 25 episodi (2011-2012)
- StartUp – serie TV, 3 episodi (2016)
- Narcos – serie TV, 1 episodio (2017)
- Law & Order - Unità vittime speciali (Law & Order: Special Victims Unit) – serie TV, episodio 19x18 (2018)
- La verità sul caso Harry Quebert (The Truth About the Harry Quebert Affair), regia di Jean-Jacques Annaud – miniserie TV, 10 puntate (2018)
- Loro (Them) – serie TV, 5 episodi (2024)

### Doppiatore
- Hercules (1997)
- Martin il marziano (My Favorite Martian), regia di Donald Petrie (1999)
- Tarzan (1999)
- Toy Story 2 - Woody e Buzz alla riscossa (1999)
- Buzz Lightyear da Comando Stellare - Si parte! (2000)
- Catscratch - serie TV (2006)
- Kung Fu Panda (2008)
- I pinguini di Madagascar - serie TV, 3 episodi (2009-2012)
- Kung Fu Panda 3 (2016)
- Anfibia - serie TV, 1 episodio (2021)
- Among Us – serie TV (2024)
- Un'avventura spaziale - Un film dei Looney Tunes (The Day the Earth Blew Up: A Looney Tunes Movie) (2024)

## Doppiatori italiani
Nelle versioni in italiano delle opere in cui ha recitato, Wayne Knight è stato doppiato da:
- Roberto Stocchi in Space Jam, Basic Instinct (ridoppiaggio), Punisher - Zona di guerra, Torchwood: Miracle Day, Hot in Cleveland, La verità sul caso Harry Quebert
- Vittorio Stagni in JFK - Un caso ancora aperto, Jurassic Park, Fallen Angels
- Mino Caprio in In ricchezza e in povertà, Una famiglia del terzo tipo
- Edoardo Nevola in Rat Race, CSI: NY
- Gianluca Machelli in Bones, Loro
- Stefano Mondini in StartUp, Law & Order - Unità vittime speciali
- Roberto Del Giudice in Dirty Dancing - Balli proibiti
- Luca Dal Fabbro ne L'altro delitto
- Oreste Lionello in Basic Instinct
- Nino Prester in Seinfeld
- Claudio Fattoretto in CSI - Scena del crimine
- Roberto Chevalier in Ave, Cesare!
- Roberto Fidecaro in Narcos
- Pietro Ubaldi in Una squadra di 12 orfani
- Giorgio Locuratolo in 9-1-1: Lone Star

Da doppiatore è sostituito da:
- Roberto Stocchi in Toy Story 2 - Woody e Buzz alla riscossa, Toonsylvania, Tarzan, I pinguini di Madagascar, La leggenda dei Tre Caballeros, Anfibia
- Oliviero Dinelli in Hercules
- Lorenzo Scattorin in Catscratch
- Daniele Formica in Martin il marziano
- Michele Kalamera in Buzz Lightyear da comando stellare: si parte!
- Mario Brusa in Xiaolin Showdown
- Roberto Draghetti in Kung Fu Panda
- Emidio La Vella in Kung Fu Panda 3
- Pasquale Anselmo in Kung Fu Panda - Mitiche avventure
- Mino Caprio in Un'avventura spaziale - Un film dei Looney Tunes